# Asthenosoma
Asthenosoma Grube, 1868 è un genere di ricci di mare appartenenti alla famiglia Echinothuriidae, comunemente noti come ricci di fuoco.

## Tassonomia

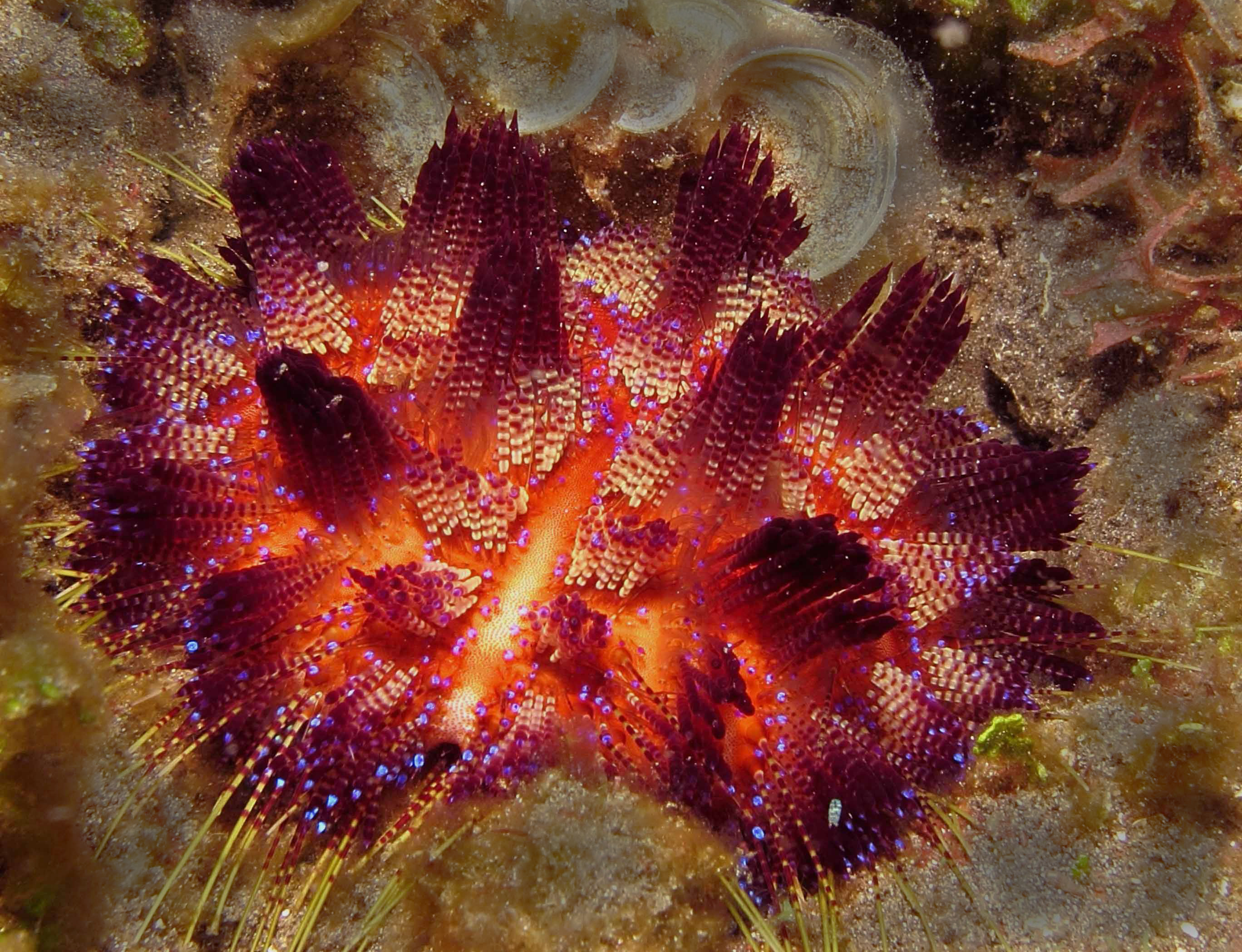
Asthenosoma varium

Comprende le seguenti specie:
- Asthenosoma dilatatum Mortensen, 1934
- Asthenosoma ijimai Yoshiwara, 1897
- Asthenosoma intermedium H.L. Clark, 1938
- Asthenosoma marisrubri Weinberg & de Ridder, 1998
- Asthenosoma periculosum Endean, 1964
- Asthenosoma varium Grube, 1868